# Robine van der Meer
 (janvier 2019).
Si vous disposez d'ouvrages ou d'articles de référence ou si vous connaissez des sites web de qualité traitant du thème abordé ici, merci de compléter l'article en donnant les références utiles à sa vérifiabilité et en les liant à la section « Notes et références ».
Robine van der Meer, née le 19 décembre 1971 à Schéveningue,, est une actrice et mannequin néerlandais.

## Filmographie

### Cinéma et téléfilms
- 1999 : Inspecteur de Cock (Baantjer) : Dana
- 2000-2002 : Goede tijden, slechte tijden : Meike Griffioen
- 2001 : Morlang (nl) : la petite amie espagnole
- 2002 : Costa! (nl) : Maja
- 2004 : Grijpstra & de Gier (nl) : Frederique Steenman
- 2010 : De co-assistent (nl) : Marga Leeuwenhart
- 2013 : Verliefd op Ibiza (nl) : Puk